# Catherine Samali Kavuma
Catherine Samali Kavuma (sinh năm 1960) là một tiểu thuyết gia và một nhân vật nổi tiếng của Uganda.

## Tiểu sử
Catherine Kavuma sinh ra ở Nkokonjeru, Uganda và khi 8 tuổi, bà chuyển đến sống cùng gia đình ở Anh, nơi cha bà được Hội đồng Tiếp thị Cà phê Uganda tuyển dụng. Đầu những năm 1970, gia đình bà chuyển tới Ethiopia. Catherine theo học trường Loreto Convent, Msongari, ở Nairobi, Kenya, nơi bà học xong trung học. Sau đó, bà trở về Vương quốc Anh để học tại tu viện Thánh Francis de Sales ở Tring, Hertfordshire.
Năm 1980, bà Kavuma chuyển đến Hoa Kỳ để theo học tại trường Đại học bang New York (SUNY) tại Cortland, nơi bà lấy bằng cử nhân Nhân chủng học, chuyên về Khảo cổ học. Trong các nghiên cứu của mình tại SUNY, bà thành lập "Câu lạc bộ Văn hóa", một xã hội nhân chủng học nhằm gây quỹ để mời các học giả và chuyên gia nổi tiếng trong lĩnh vực Nhân chủng học và Khảo cổ học đến trường. Tiến sĩ Richard Leakey là một khách mời như vậy vào năm 1983.
Vào giữa những năm 1980, Kavuma chuyển đến Washington, DC để làm việc với Đại sứ Uganda tại Hoa Kỳ, Bộ trưởng Tài chính Elizabeth Bagaya. Sau đó, bà đã làm việc với Đại sứ quán Canada. Hai năm sau, bà được mời làm việc với Ngân hàng Thế giới với tư cách là Trợ lý Chương trình tại văn phòng Giám đốc Điều hành của Châu Phi vào năm 1989. Bà đã nghỉ hưu công việc Ngân hàng Thế giới vào năm 2014.

## Tác phẩm
- Malita and other stories. New Jersey: Sungai Books, 2002 (183 pp.). ISBN 1-889218-28-6 HB / 1-889218-29-4 PB.